# マーズ・オブザーバー

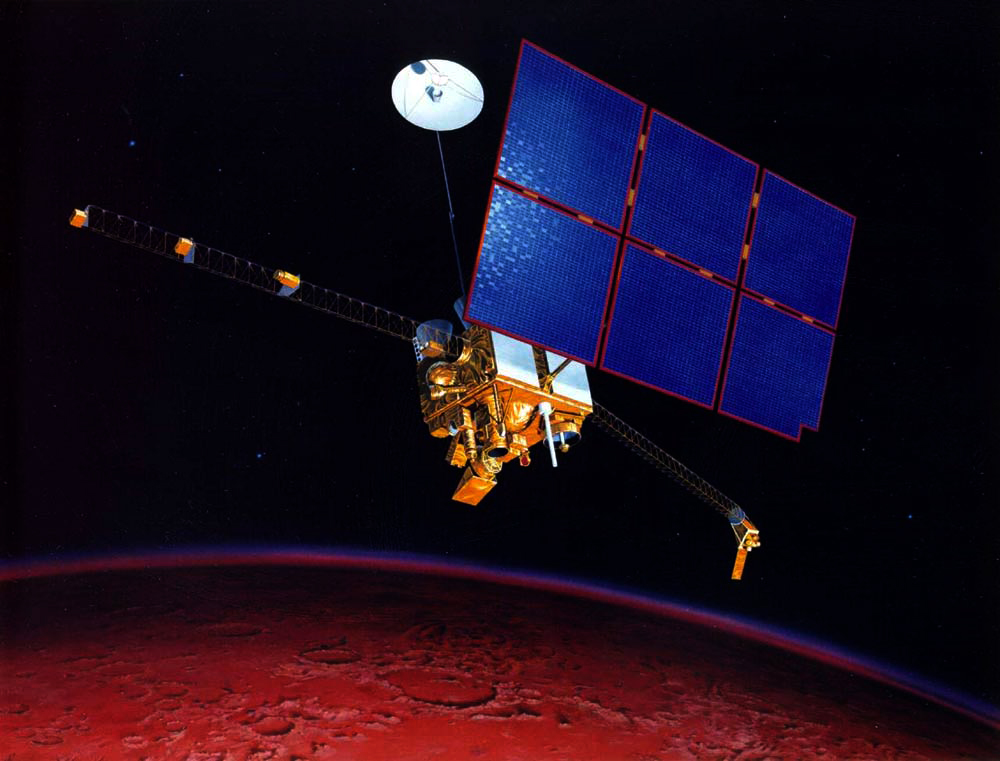
火星軌道上のマーズ・オブザーバーの想像図

マーズ・オブザーバー（英: Mars Observer; MO）は、1992年にアメリカ航空宇宙局が打上げた火星探査機である。火星を周回しながら火星の表面や大気を調査する計画であったが、火星到達前に探査機との交信が失われ目的は達成出来なかった。

## 経過
マーズ・オブザーバーは、1992年9月25日にケープカナベラル空軍基地の第40発射施設よりタイタンIIIロケットで打上げられ、予定通り火星へ向かう軌道に乗った。バイキング計画以来、18年振りのアメリカの火星探査機であった。
探査機は1993年8月24日に火星へ接近、エンジンの噴射により周回軌道に移行する予定となっていた。8月21日にはその準備として燃料タンク加圧を始めたが、間もなく探査機との通信が失われた。その後、地上から指令を繰返し送信したが応答はなく、探査機は行方不明となった。
1994年1月、調査委員会が事故原因報告を行った。同報告では、探査機の燃料加圧系が破損して燃料やガスが噴出し、その反動で探査機が回転を始めたことが失敗原因として疑われると結論付けた。
マーズ・オブザーバーは交信が途絶えたまま火星近傍を通過し、人工惑星になったと考えられている。ただし、自律的に軌道投入のためのプロセスを実行し、火星周回軌道に移行した可能性もある。

## 事故原因
マーズ・オブザーバーは、事故当時のテレメトリーを送らなかったため、事故原因が断定出来なかった。しかし1994年報告では、最も有得る説明として、燃料加圧系の配管の破損を挙げている。破損した部位からは、燃料やヘリウムガスが噴出し、反動で探査機は予期しない回転を始めたと見られる。探査機は緊急事態モードに陥り、呼び掛けに反応しなくなった。また、太陽電池を太陽へ向けられなくなり、電力不足に陥ったかもしれない。噴出物が電子回路に損傷を与えた可能性もある。
破損原因については、次のようなシナリオが考えられている。マーズ・オブザーバーは、モノメチルヒドラジン (MMH) と四酸化二窒素 (NTO) を推進剤に利用していた。これはハイパーゴリック推進剤の一種で、混合するだけで自己着火する性質があり、エンジンの点火が容易になると考えられていた。ところが、地球から火星への11か月の飛行の間に、NTOはバルブを通して少しずつ配管内に漏れ出ていた。この状態で燃料タンクを加圧したところ、配管内で燃料 (MMH) と酸化剤（NTO）が混合して自己着火し、配管が爆発したというものである。
配管破裂以外の、より可能性が低い原因として、電子回路ショート、NTOタンク破損、起爆剤放出異常が挙げられている。
事故教訓としては、飛行の重要な局面におけるテレメトリーが不十分だったことや、人工衛星等に使用される技術を安易に火星探査機に応用したことなど、多くの改善点が指摘された。